# Гонка к Тунису
Гонка к Тунису (англ. Run for Tunis) — наступление войск США, происходившее в ноябре — декабре 1942 года в Северной Африке во время Второй мировой войны.

## Предыстория
При планировании операции «Факел» англо-американское командование предполагало, что войска Вишистской Франции окажут серьёзное сопротивление. Поэтому разработка операции велась с большим запасном надёжности, и при определении районов десантирования решающим фактором являлась практическая возможность обеспечить воздушное прикрытие конвоев с момента их входа в зону действия вражеских бомбардировщиков и до успешного завершения высадки на берег. Так как в операции участвовало мало авианосцев, а единственным доступным к началу операции аэродромом был Гибралтар, то самой восточной точкой высадки стал город Алжир. После установления контроля над Алжиром, планировалось как можно скорее выделить небольшой отряд, цель которого — скорее захватить город Тунис, находящийся примерно в 1,300 км от места высадки. Отряду предстояло продвижение вдоль плохих дорог, по сложной территории, во время дождливого зимнего сезона, чтобы опередить противника.
В штабе союзных войск хорошо понимали, что попытка захвата через сухопутный бросок городов Бизерты и Туниса перед тем, как это успеют сделать войска Оси, похожа на ставку в азартной игре: очень многое зависело от того, насколько удачно флот и авиация сумеют помешать организации наступления немецко-итальянских войск. Командование Тунисской операцией было поручено английскому генерал-лейтенанту Кеннету Андерсону. Под его командованием были англо-американские силы, высаживающиеся в Алжире, которые после высадки получали название «Британская 1-я армия».
10 ноября 1942 года находившийся в Северной Африке командующий французскими вооружёнными силами Франсуа Дарлан отдал французским войскам приказ о прекращении огня. Немецко-итальянское командование тут же начало отправку войск в Тунис, и за две недели высадило там группировку численностью в 15 тысяч человек. Командующим этими войсками был назначен Вальтер Неринг, который прилетел в Тунис 17 ноября

## Ход событий
Из Алжира существовало две дороги на Тунис. План союзников предусматривал наступление вдоль обеих дорог с последующим захватом городов Бизерта и Тунис.
11 ноября 36-я британская пехотная бригада высадилась в Бужи, не встретив никакого сопротивления, однако, из-за проблем со снабжением стало ясно, что, продвигаясь дальше по дороге, аэродромы в Джедейде можно захватить лишь к 13 ноября. Аэродром в Боне был захвачен высадившимся воздушным десантом: операцию осуществил 3-й десантный батальон. Позднее, 12 ноября, отряд коммандос захватил порт в Боне. Передовые соединения 36-й бригады 15 ноября достигли Табарки, а 18 ноября — Джебель-Абиода, где они впервые встретились с противником. Немецкая группировка состояла из 17 танков, 400 парашютистов и самоходных установок. 11 танков из 17 было подбито, но продвижение было задержано, так как бои под Джебель-Абиодом шли девять дней.
Южнее, американский десантный батальон, также не встретив никакого сопротивления, высадился в Юк-ле-Бэн и захватил местный аэродром, после чего, 17 ноября, войска захватили аэродром в Гафсе.
Тем временем 19 ноября командующий немецкими войсками, Вальтер Неринг потребовал у французов, занимавших прилегающую территорию, свободного прохода своих войск через мост в Меджезе. Командовавший французскими войсками генерал Жорж Барре ответил ему отказом. Тогда немцы дважды атаковали, но неудачно — они были отброшены. Однако, французы понесли большие потери и, испытывая недостаток в танках и артиллерии, были вынуждены отступить.
Наконец, две колонны союзных войск собрались под Джебель-Абиодом и Бужи, и стали готовиться к наступлению, намеченному на 24 ноября. 36-й бригаде предстояло продвигаться от Джебель-Абиода к Матёру, в то время как 11-я бригада должна была наступать вдоль долины реки Меджерда, чтобы занять Меджаз-эль-Баб, а затем идти на Тебурбу, Джедейду и город Тунис. Кроме двух основных колонн, был организован ещё и отряд «Блейд» — подразделение, состоящее из 21-го уланского полка 6-й бронетанковой дивизии с дополнительными подразделениями под командованием полковника Халла. Отряд должен был пройти по второстепенным дорогам по направлению к Сиди-Нсир и атаковать с фланга Тебурбу и Джедейду.
Атака на севере не состоялась из-за того, что проливные дожди замедлили организацию войск. На юге 11-я бригада была задержана упорным сопротивлением немецких войск в Меджаз-эль-Бабе. Между тем, отряду «Блейд» удалось пройти через Сиди-Нсир и достигнуть перевала Чуиги к северу от Тебурбы. Часть отряда просочилась через позиции противника, к полудню подошла к недавно начавшей работать базе немецких ВВС в Джедейде и уничтожила там 20 самолётов неприятеля. Однако, из-за отсутствия пехотной поддержки, просочившимся войскам было невозможно развить успех, поэтому им пришлось отступить к Чуиги. Нападение отряда «Блейд» застало Неринга врасплох, и он решил оставить Меджаз-эль-Баб и укрепить Джедейду, находящуюся в 30 км от столицы Туниса.
Отложенная атака 36-й бригады началась 26 ноября, однако, войска попали в засаду и передовой батальон потерял 149 человек. Дальнейшие атаки были отбиты войсками, засевшими на хорошо спланированных, взаимосвязанных оборонительных позициях. Состоявшаяся 30 ноября высадка коммандос в 23 км к западу от Бизерты, имевшая целью охват с фланга немецких укреплений в Джефне, провалилась и 3 декабря коммандос присоединились к 36-й бригаде. Позиции у Джефны оставались в руках немцев до последних дней войны на территории Туниса, то есть, до следующей весны.
26 ноября, когда немцы отступили, 11-я бригада, не встретив никакого сопротивления, вошла в Меджаз-эль-Баб и к вечеру того же дня заняла позиции внутри и вокруг Тебурбы, которую также покинули немецкие войска, готовясь оборонять Джедейду. Однако, уже на следующий день немцы атаковали изо всех сил. Попытка 11-й бригады в первых часах 28 ноября перехватить инициативу с помощью нанесения американскими танковыми соединениями удара по аэродрому в Джедейде провалилась.
Между тем, ещё 21 ноября Андерсон высказал сомнения в успехе операции по захвату Туниса силами имеющихся у него войск, о чём известил главнокомандующего союзными войсками в Африке, Дуайта Эйзенхауэра. Эйзенхауэр выслал Андерсену подкрепление, состоящее в первую очередь из боевого командования «B» 1-й бронетанковой дивизии. Подкрепления проделали долгий путь из Орана к тунисской границе. К началу операции до цели добралась лишь часть этих сил. На 2 декабря было запланировано совместное наступление отряда «Блэйд» и только что прибывших войск, однако немцы нанесли предупреждающий контрудар силами 10-й бронетанковой дивизии генерал-майора Вольфганга Фишера. К вечеру 2 декабря отряд «Блейд» был выбит с позиций. Таким образом, сопротивление атакующим оказывали теперь лишь 11-я бригада и силы боевого командования «B». Возникла угроза отсечения 11-й бригады от остальных сил и прорыва немецких войск в тыл к союзникам, однако отчаянное четырёхдневное сопротивление англичан и американцев задержало продвижение немцев и позволило союзникам совершить организованный отход к высотам, находящимся по обе стороны реки, протекающей западнее Тебурбы.
Сначала союзники отступили примерно на 10 км, к высотам Бу-Указ и Джебель-эль-Ахмера, однако убеждённость командования в уязвимости данных позиций перед возможными атаками с флангов привела к дополнительному отступлению. К концу дня 10 декабря союзники заняли оборону восточнее Меджаз-эль-Баба. На этих позициях они начали подготовку к новому наступлению, и к концу декабря уже были к нему готовы. Медленное, но постоянное наращивание сил привело к созданию группировки, состоящей из 54 000 британских, 73 000 американских и 7000 французских солдат. По данным спешно организованного разведывательного обзора, союзникам противостояло порядка 125 000 бойцов и 70 000 солдат вспомогательных подразделений. Большую часть войск противника составляли итальянцы.
Наступление англо-американских войск началось днём 22 декабря. Несмотря на дожди и недостаточное прикрытие с воздуха, войска немного продвинулись вверх по подножию 270-метрового холма «Лонгстоп Хилл», контролирующего речной коридор от Меджаз-эль-Баба до Тебурбы. После трёхдневного боя, шедшего с попеременным успехом, боеприпасы у союзников стали подходить к концу. Кроме того, противник взял под свой контроль смежную с «Лонгстоп Хилл» высоту. Теперь позиция союзников на холме «Лонгстоп» стала крайне ненадёжной, и им пришлось отступить к Меджаз-эль-Бабу. 26 декабря союзники вернулись к позициям, удерживаемым двумя неделями ранее. Всего в боях погибло 20 743 американских и британских солдат.
Гонка союзников к Тунису была приостановлена.